# Katastralgemeinde Ober St. Paul
Die Katastralgemeinde Ober St. Paul ist eine von zwölf Katastralgemeinden der Gemeinde Klein Sankt Paul im Bezirk Sankt Veit an der Glan in Kärnten (Österreich). Sie hat eine Fläche von 138,06 ha.
Die Katastralgemeinde gehört zum Sprengel des Vermessungsamtes Klagenfurt.

## Lage
Die Katastralgemeinde liegt im Görtschitztal im Osten des Bezirks Sankt Veit an der Glan, in der Gemeinde Klein Sankt Paul, nördlich des Gemeindehauptorts. Sie grenzt im Norden an die Katastralgemeinde Dullberg, im Osten an die Katastralgemeinde Filfing, im Südosten an die Katastralgemeinde Klein St. Paul, im Südwesten an die Katastralgemeinde Sittenberg, im Westen an die Katastralgemeinde Wieting und im Nordwesten an die Katastralgemeinde Wietersdorf. Die Katastralgemeinde erstreckt sich über eine Höhenlage von 603 m ü. A. an der Görtschitz am Südrand der Katastralgemeinde bis zu 817 m ü. A. am Nordostrand der Katastralgemeinde.

## Ortschaften
Auf dem Gebiet der Katastralgemeinde Ober St. Paul liegen der nordwestliche Teil des Gemeindehauptorts Klein St. Paul (Almblick, Westsiedlung) und ein Teil der Ortschaft Wietersdorf.

## Vermessungsamt-Sprengel
Die Katastralgemeinde gehört seit 1. Jänner 1998 zum Sprengel des Vermessungsamtes Klagenfurt. Davor war sie Teil des Sprengels des Vermessungsamtes St. Veit an der Glan.

## Geschichte
Ende des 18. Jahrhunderts wurden die Kärntner Steuergemeinden (später: Katastralgemeinden) gebildet und Steuerbezirken zugeordnet. Die Steuergemeinde Ober St. Paul wurde Teil des Steuerbezirks Eberstein.
Im Zuge der Reformen nach der Revolution 1848/49 wurden in Kärnten die Steuerbezirke aufgelöst und Ortsgemeinden gebildet, die jeweils das Gebiet einer oder mehrerer Steuergemeinden umfassten. Die Steuer- bzw. Katastralgemeinde Ober St. Paul wurde Teil der Gemeinde Klein Sankt Paul. Die Größe der Katastralgemeinde wurde 1849 mit 240 Österreichischen Joch und 1593 Klaftern (ca. 139 ha, also etwa die heutige Fläche) angegeben; damals lebten 96 Personen auf dem Gebiet der Katastralgemeinde.
Die Katastralgemeinde Ober St. Paul gehörte ab 1850 zum politischen Bezirk Sankt Veit an der Glan und zum Gerichtsbezirk Eberstein. Von 1854 bis 1868 gehörte sie zum Gemischten Bezirk Eberstein. Seit der Reform 1868 ist sie wieder Teil des politischen Bezirks Sankt Veit an der Glan, zunächst als Teil des Gerichtsbezirks Eberstein, seit dessen Auflösung 1978 als Teil des Gerichtsbezirks St. Veit an der Glan.